# Константиновская волость (Александровский уезд)
Константиновская волость — волость в составе Сергиевского уезда Московской губернии (1921—1929), до 1921 года — Александровского уезда Владимирской губернии. Волостной центр — село Константиновское. Образована в 1861 году, упразднена в 1929 году. Ныне в основном территория административно-территориальной единицы город областного подчинения Сергиев Посад с административной территорией (до 2019 года Сергиево-Посадский район).

## История
9 мая 1921 Ерёминская, Константиновская волости Александровского уезда присоединены к Сергиевскому уезду.
12 июля 1929 года на территории Сергиевского уезда образован Константиновский район в составе Кимрского округа Московской области на части территории бывших Сергиевского и Ленинского уездов Московской губернии, куда вошли земли Константиновской волости.

## Состав

### Сельсоветы
Агинтовский, Бобошинский, Богородский, Дмитровский, Кисляковский, Козловский, Константиновский, Кузьминский, Кучковский, Махринский, Машутинский, Михалевский, Никульский, Овчинниковский, Окаёмовский, Самотовинский, Сковородинский, Тарсеевский, Тереховский, Шеметовский

### Населённые пункты
На 1913 год входили 84 населённых пункта
- Абрамово
- Агафонково (Агафонтово)
- Агинтово
- Алаево
- Александровка (сельцо)
- Александровка (деревня)
- Алмазово
- Афанасово
- Базыкино
- Бобошино
- Богородская
- Богородское
- Борисцево
- Грачнево
- Гривино
- Григорово
- Гусарня
- Дмитриевская (Дмитровская)
- Дмитриевский погост
- Добрая Слободка (Любовь)
- Дубки
- Дубровки Малые
- Дьяконово
- Жары
- Иваньково
- Игнашино
- Кисляково
- Климово
- Козино
- Козлово
- Константиновское — волостной центр
- Корешево
- Короваевка
- Кошелево
- Кузьмино
- Кулебякино
- Кустово
- Кучки
- Лихачево
- Малинки
- Махра
- Машутино
- Минино
- Михалево
- Неверово
- Никитская
- Никульское
- Новиково
- Новоселка
- Овчинниково
- Окаёмово
- Окулово
- Осипово
- Отрада
- Парфеново
- Пенья
- Посевьево
- Прикащицкая
- Рябинки
- Садовниково
- Самотовино
- Селихово (Селехово)
- Симоново
- Сковородино
- Солнцево
- Спас-Преображенский погост
- Судниково
- Тарбинская
- Татары
- Терихово
- Торжково
- Торсеево
- Уварово
- Устиново
- Фалисово
- Филипповское
- Филисово
- Фролово
- Ченцы
- Чернецкое
- Чирково
- Шабурново
- Шеметово
- Якиманский погост
- Ясниково